# 八十島智美
八十島 智美（やそじま ともみ、1988年3月25日 - ）は、福井県福井市出身の元ハンドボール選手。

## 経歴
2006年に日本ハンドボールリーグの北國銀行へ加入。
2007年には第9回女子ジュニアアジア選手権の日本代表に選ばれた。
2011年7月に行われた第1回全日本社会人ハンドボール選手権大会ではベストセブンに選出。
2012年の第17回ヒロシマ国際ハンドボール大会で日本代表に初選出された。
2012-13年シーズンはリーグ2位のシュート率を記録。初のベストセブンに選出された。
2014-15年シーズンはリーグトップのシュート率（.824）を記録し、初のシュート率賞を受賞。
2015年5月の社会人選手権では2度目のベストセブンに選出された。
2015-16年シーズンはリーグ3位のシュート率（.638）を記録し、2度目となるベストセブンに選ばれた。
2018-19年シーズン終了後に現役を引退。

## 詳細情報

### 年度別成績
| 年      | チーム   | 試合 | フィールド 得点 | 率    | 7m  | 合計  | 警告 | 退場 | 失格 |
| ------- | -------- | ---- | --------------- | ----- | --- | ----- | ---- | ---- | ---- |
| 2007-08 | 北國銀行 | 8    | 4/4             | 1.000 | 0/0 | 4/4   | 0    | 0    | 0    |
| 2008-09 | 北國銀行 | 14   | 7/10            | .700  | 0/0 | 7/10  | 0    | 2    | 0    |
| 2009-10 | 北國銀行 | 14   | 7/12            | .583  | 0/0 | 7/12  | 0    | 1    | 0    |
| 2010-11 | 北國銀行 | 10   | 8/15            | .533  | 0/0 | 8/15  | 0    | 0    | 0    |
| 2011-12 | 北國銀行 | 15   | 40/59           | .678  | 0/0 | 40/59 | 4    | 2    | 0    |
| 2012-13 | 北國銀行 | 15   | 62/87           | .713  | 0/0 | 62/87 | 4    | 2    | 0    |
| 2013-14 | 北國銀行 | 18   | 56/78           | .718  | 0/0 | 56/78 | 2    | 0    | 0    |
| 2014-15 | 北國銀行 | 18   | 70/85           | .824  | 0/0 | 70/85 | 2    | 3    | 0    |
| 2015-16 | 北國銀行 | 12   | 37/58           | .638  | 0/0 | 37/58 | 2    | 1    | 0    |
| 2016-17 | 北國銀行 | 18   | 37/64           | .578  | 0/0 | 37/64 | 1    | 0    | 0    |
| 2017-18 | 北國銀行 | 15   | 27/39           | .692  | 0/0 | 27/39 | 0    | 0    | 0    |
| 2018-19 | 北國銀行 | 24   | 45/63           | .714  | 0/0 | 45/63 | 1    | 0    | 0    |

- 各年度の太字はリーグ最高
- 2006-07年シーズン以前の成績はランニングスコアが公開されていないため省略

### タイトル・表彰

#### 日本ハンドボールリーグ
- ベストセブン賞：2回 (2012年・2015年)
- シュート率賞：1回 (2014年)

#### 社会人選手権
- ベストセブン：2回 (2011年・2015年)

### 記録
- 通算200得点：2014年11月3日、対オムロン戦（小松総合体育館）[10]
- 通算300得点：2016年9月24日、対ソニーセミコンダクタマニュファクチャリング戦（霧島市国分体育館）[11]
- 通算400得点：2019年3月9日、対三重バイオレットアイリス戦（宮城野体育館）[12]

## 代表歴

### 日本代表
- ジャパンカップ (2012年)
- ヒロシマ国際大会 (2012年)

### 日本代表U-20
- ジュニア世界選手権 (2008年)
- ジュニアアジア選手権 (2007年)